# 巴西三带犰狳
巴西三帶犰狳（學名：Tolypeutes tricinctus）是巴西特有的一種犰狳，葡萄牙文稱作 (葡萄牙語發音：[tɐˈtu ˈbɔlɐ]，指球形的犰狳)。此種與同屬的拉河三帶犰狳（Tolypeutes matacus）是唯一兩種可以將身體捲成密封球形的犰狳，一度被認為是已經滅絕的物種，至1990年代起才再被發現於極少的地區之中。由於其生活於巴西獨有的卡廷吉地貌內，分佈雖然廣泛，但是棲息地破壞致使此種的數量估算在過去10至12年內最多減少了30%。其巴西獨有的分佈及可捲成球形的特性令它成功獲選為2014年世界盃足球賽的吉祥物。

## 生態
巴西三帶犰狳主要生活於開闊的熱帶草原及乾燥林地，因降雨量少而令土壤貧瘠，並限制了植被的高度。多為木本草、散落的草叢或粗糙的樹木。在其活躍範圍的北部地區則有廣泛的仙人掌林。

## 範圍
一如其名，巴西三帶犰狳是巴西的特有種，主要生活於該國的東部，赤道以南的地區。

## 飲食
牠們主要以螞蟻及白蟻為主食，以敏銳的嗅覺探尋深至泥土20厘米內的食物。覓食時以鼻子緊貼地面並緩慢而行，一旦發現獵物即瘋狂挖掘翻起泥土，並以口鼻部推入泥土，利用其長而黏稠的舌頭將所有昆蟲引入口中。因此其他如軟體動物、蠕蟲、水果甚至腐肉也是其進食之列。

## 解剖學
巴西三帶犰狳的重量約為3.5磅（1.5公斤）。通常頭及身體的長度為的14-18英寸（35-45厘米），尾巴長2.5-3.5-英寸（6-8厘米），使牠們總長為16.5-21.5英寸（41-53厘米）。其盔甲是真皮透過成骨作用形成，並被非重疊的角質化表皮鱗片所覆蓋，下方與具彈性的帶與皮膚連接。整件盔甲覆蓋著包括其背部、側面、頭部、尾巴、耳朵及腿部的外側。身體下方及腿部內側均沒有盔甲保護，但卻長有長而粗糙的毛髮。巴西三帶犰狳與拉河三帶犰狳（Tolypeutes matacus）合組成三帶犰狳屬。此屬物種是唯一能將身體捲成近乎完全密封球形的犰狳。這種獨一無二的能力來自於牠們較其他犰狳略為鬆散的盔甲，使鱗甲間有更大的活動空間。略為鬆散的盔甲使牠們能在盔甲與身體之間建立一空氣層以隔離體表與外間的直接接觸。這使牠們有更佳的體溫調節能力，並能適應其他犰狳無法適應的乾旱氣候環境。當牠們捲成球狀後，耳朵會完全塞進殼內，略尖的頭部及尾部交替放置，剛好密封整個結構。牙齒細小如釘狀，完全為適應將昆蟲外殼碾碎的作用。

## 行為

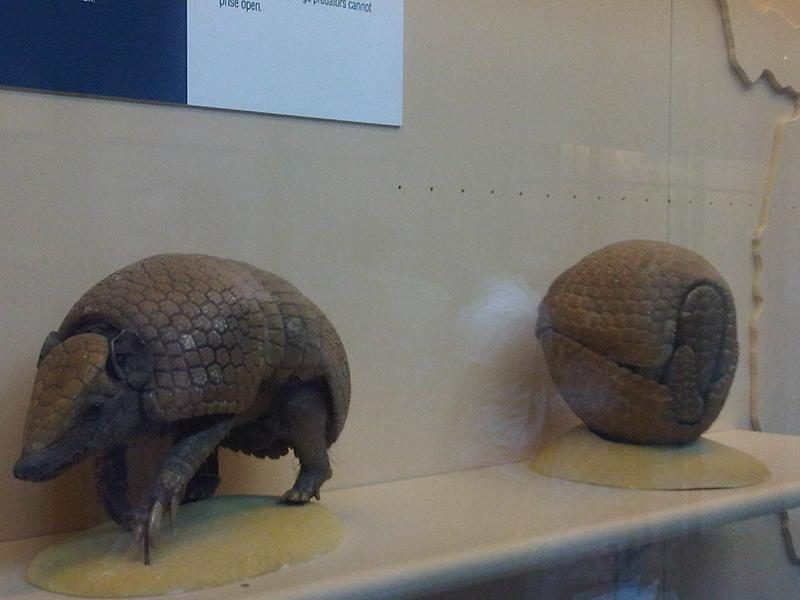
與其他犰狳不同，三帶犰狳都能將整個軀體捲成球體以保護自己

犰狳都是獨居生物，但此物種偶爾會與最多三個家庭成員共同活動。它們多是夜行性，但已知也會在日間覓食。所有犰狳都有優秀的掘地能力，但與其他犰狳不同，三帶犰狳因能將整個軀體捲成球體以保護自己，因此它們多不會遁地及尋找掩護，而是捲成球狀並停留在草叢中。在不用覓食的時間，它們會以一種輕盈的步履走動：前腿僅以足尖著地，後腿則平實地像拍打地面般行動。它們會透過面上、足上及臀部上的腺體分泌物來標示屬於牠們的地盤。在受威脅時，牠們偶爾不會將整個身體完全合上，而是等候捕獵者接觸牠們時才嘎然合上而嚇怕捕獵者。

## 繁殖
繁殖季節介乎十月至一月，交配前雄性犰狳都會對雌性進行猛烈追求，但在交配過後雄性會繼續與更多雌性交配，而成功受精的雌性則須經歷約120天的妊娠期，並誕下獨一而且未開眼的後代。初生犰狳的盔甲仍未變硬，但牠們的爪則已發育完全，並能在出生約一小時後步行及捲曲成球。盔甲約須三至四週方會完全變硬，在這段期間眼睛及耳垂也會發育完成。年輕的犰狳約於十週後斷奶，並在9至12個月後達致性成熟。

## 威脅
巴西三帶犰狳的防衛機制令它們能抵擋大部份的捕獵者。在南美大陸上，只有成年的美洲獅才有足夠力量對它們造成威脅。對犰狳真正的威脅主要是人類的活動，包括破壞牠們的棲息地以供畜牧業使用。

## 2014年世界盃足球賽吉祥物
為響應近年足球比賽與環境保護的結合，2014年世界盃官方於2012年9月宣佈選定此種作為是次活動的官方吉祥物。並於及後的命名投票中定命為Fuleco，取自葡萄牙語中的足球（Futebol）及生態（Ecologia）的混成詞。

## 外部連結
- ARKive上的圖片
- 2014年世界盃吉祥物官方網站